# VR Bank zwischen den Meeren
Die VR Bank zwischen den Meeren eG ist eine deutsche Genossenschaftsbank mit Hauptsitzen in Neumünster und Lensahn. Die Hauptsitze befinden sich im Westen am Großflecken 56–64 in Neumünster unmittelbar gegenüber dem Rathaus, sowie im Osten Zum Windpark 9 in Lensahn. Die VR Bank zwischen den Meeren eG folgt dem genossenschaftlichen Gedanken von Friedrich Wilhelm Heinrich Raiffeisen: „Was einer allein nicht schafft, das schaffen viele“.

## Geschichte der Bank

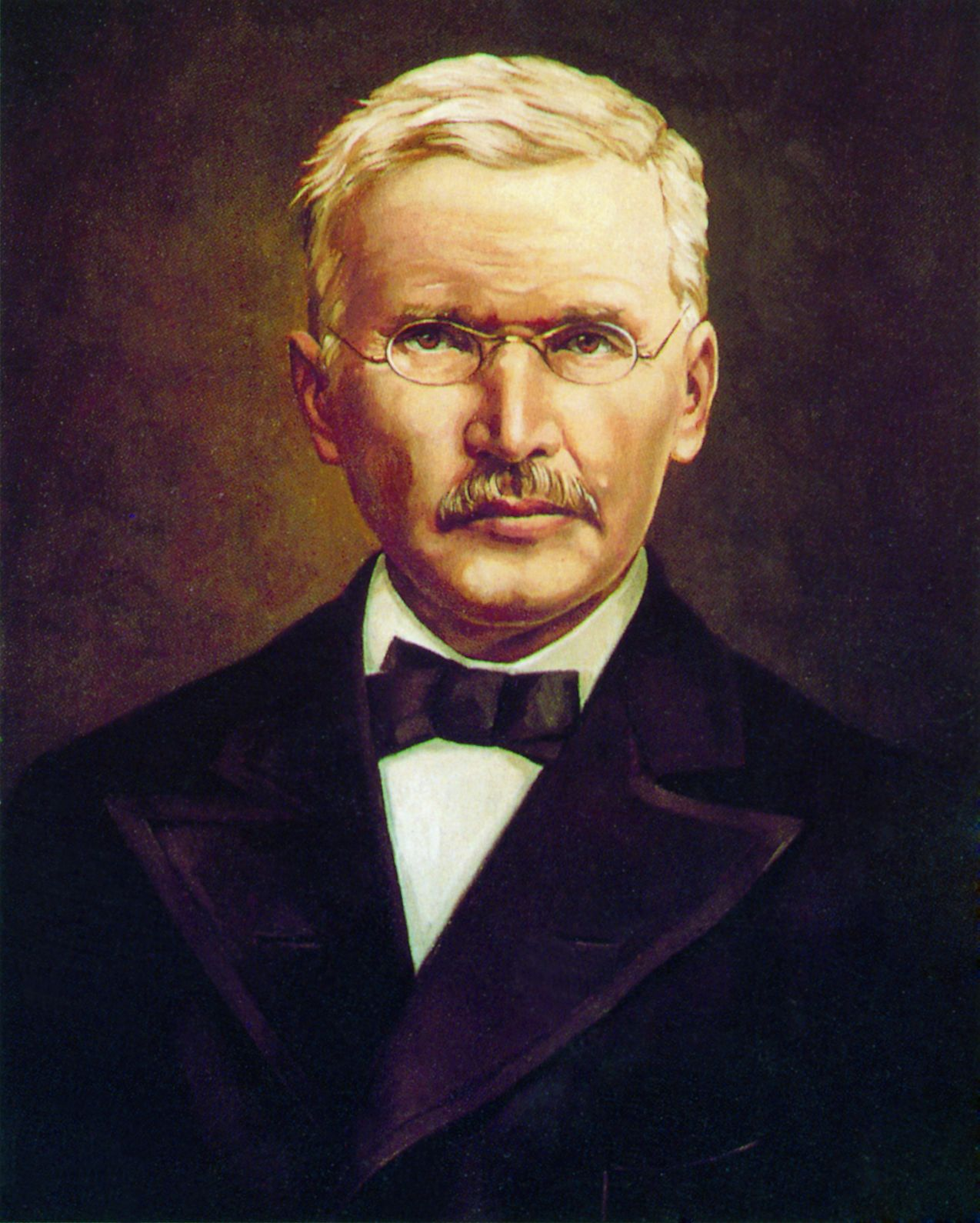
Friedrich Wilhelm Heinrich Raiffeisen geb. 30. März 1818

Die VR Bank zwischen den Meeren eG, die als Regionalbank in Schleswig-Holstein tätig ist, feierte am 15. August 2003 ihr 100-jähriges Jubiläum. Die Bank in Neumünster wurde von 44 Bürgern aus Neumünster unter der Firmenbezeichnung Gewerbebank e.G.m.b.H. gegründet. Zu den Gründern, die von der genossenschaftlichen Idee der Selbsthilfe überzeugt waren, gehörten Handwerker und Kaufleute. In den folgenden Jahren wuchs der Kundenstamm und so wurde 1925 die Verlegung der Geschäftsräume in das Haus Großflecken 37 nötig. Auf Wunsch des Handels veränderte sich zeitgleich die Firmenbezeichnung in Bank für Handel und Gewerbe e.G.m.b.H.
Im Jahr 1938 beschloss die Generalversammlung, die Bank in Volksbank Neumünster e.G.m.b.H. umzubenennen, um mit diesem auf Hermann Schulze-Delitzsch zurückgehenden Namen die Bedeutung der Volksbank als Kreditinstitut für alle Bevölkerungsschichten hervorzuheben.
1999 erfolgte die Fusion mit der Segeberger Volksbank eG und die Umfirmierung in schlicht Volksbank eG. Das damit erweiterte Geschäftsgebiet erstreckte sich seitdem von Bordesholm über Neumünster und Bad Segeberg bis Kaltenkirchen. Im Jahr 2004 erfolgte die Fusion mit der Raiffeisenbank eG Kleinkummerfeld und die Umfirmierung in Volksbank Raiffeisenbank eG. Ein Jahr später, 2005, folgte die Fusion mit der Raiffeisenbank eG Wasbek.
Dem im Jahr 2011 fertiggestellten Neubau musste das im Jahr 1900 erbaute ehemalige Pfarrius- und Köster-Haus weichen. Die im Neorenaissance-Stil erbaute Fassade konnte erhalten werden und prägt zusammen mit dem Rathaus und der alten Kaiserhof-Fassade, die ebenfalls beim Umbau erhalten werden konnte, das Stadtbild.
Mitte 2011 wurde die Bank in VR Bank Neumünster eG und Mitte 2021 in VR Bank zwischen den Meeren eG geändert.
Im Jahr 2022 fusionierte die Bank mit der VR Bank Ostholstein Nord-Plön eG mit Sitz in Neustadt in Holstein.

## Regionale Verbundenheit / Soziale Projekte
Regional engagiert sich die VR Bank zwischen den Meeren eG in und um Neumünster bis in den Fehmarner Raum sowie Schönberg bei Kiel bis an die Tore Hamburgs. Diverse soziale Projekte werden im gesamten Geschäftsgebiet von der Bank begleitet.

## Ausbildung
Die Ausbildung zur Bankkauffrau / zum Bankkaufmann dauert bei der VR Bank zwischen den Meeren eG 2,5 Jahre.

## Nachhaltigkeit
Die VR Bank zwischen den Meeren eG engagiert sich aktiv beim Klimaschutz. Durch zahlreiche Spenden und den regionalen Aufbau des VR Bank Waldes, trägt die Bank zum Schutz der Natur bei.